# فتح قلعة الروم
وقع فتح قلعة الروم أو حصار قلعة الروم في عام 691هـ/1292م وأدى إلى خسارة مملكة أرمينيا الصغرى قلعة الروم لصالح الدولة المملوكية.

## الخلفية
وفي خضم الحروب الضارية بين المماليك في مصر من جهة ومغول الإلخانات والصليبيين من جهة أخرى، كان هناك طرف اخر يطعن المماليك من الخلف دائمًا بالرغم من ارتباطه معهم بمعاهدات ومواثيق وهذا الطرف كان مملكة أرمينيا الصغرى، وهي مملكة أرمنية في جنوب الأناضول (جنوب تركيا حاليًا). وعندما كان المغول يستعدون لغزو مصر دعمهم الأرمن. وقد تم القضاء على هذه القوات مع المغول على يد المماليك في معركة عين جالوت (1260)، وفي جميع المعارك التي تعاون فيها الأرمن مع المغول أو الصليبيين بعد ذلك.
بعد أن فتح جيش المماليك مدينة عكا التي كانت تعتبر أهم دولة صليبية ووريثة عرش مملكة بيت المقدس، كانت هناك قلعة أرمنية تسمى قلعة الروم (Rumkale أي "القلعة الرومانية"). كانت هذه القلعة مهمة جدًا بالنسبة للأرمن لأنها كانت مقرًا للبطريرك الأرمني. كما أنها كانت ملجأ للمغول والصليبيين الذين فروا من المماليك في الشام. قامت قوات القلعة، بقيادة البطريرك الأرمني ستيفانوس الرابع، سرًا بشن غارات على قوافل المصريين والمسلمين والقرى الريفية، في انتهاك لمعاهدة مع السلطان المنصور سيف الدين قلاوون.
وعلم نائب مدينة حلب من خلال جواسيسه بهذه الانتهاكات للمعاهدة. وفي عام 1292، تم إرسال تقرير مفصل إلى السلطان الأشرف صلاح الدين خليل، الذي كان لا يزال عائداً إلى مصر بعد فتح عكا. أمر السلطان بالنفير العام (تعبئة عامة) في جميع أنحاء مصر والدعوة المعتادة للمتطوعة في مصر للانضمام إلى حملة ضد قلعة الروم. وكان الخطباء في المساجد يلقون خطبًا لتشجيع المصريين على الانضمام إلى الجهاد وتذكيرهم بطعن الأرمن المتكرر للإسلام. ويذكر تقي الدين المقريزي أن أبرز الدعاة هو الخليفة العباسي، الحاكم بأمر الله الأول، الذي ألقى خطبة صاعقة في مسجد القلعة.

## الحصار
وخرج السلطان الأشرف خليل برفقة وزيره ابن السلعوس بسائر العساكر المصرية والشامية المتعطش لمواجهة الأرمن وتأديبهم. ووصل العسكر المصري والشامي إلى مدينة دمشق، ثم انتقل إلى حلب، في رابع جمادى الآخرة، ونزل على قلعة الروم، يوم الثلاثاء ثامن الشهر وحصارها وضيقها، صدم سكانها ومقاتلوها الأرمن والمغول من وجود جيش المماليك خارج أسوار المدينة. لكن رغم الرعب داخل أسوار القلعة، إلا أن المدينة كانت منيعة جدًا بسبب نهر الفرات ونهر مرزبان اللذين كانا يحيطان بالقلعة من كل نقطة، وطبيعتها الجبلية، بالإضافة إلى قوة أسوارها وارتفاعها. كل هذه العوامل جعلت منها قلعة أكثر هيبة وقوة من قلعة عكا التي فتحها المماليك بصعوبة كبيرة.
ولم يستسلم العسكر وبدأ في تنفيذ خطة كانت في غاية الذكاء وصعبة في نفس الوقت. وفي محاولة للتضييق على سكان القلعة من الأرمن والمغول وإجبارهم على الاستسلام، قام المماليك بسحب مياه نهر الفرات نحو الأودية فامتلئت بالمياه. ومع وجود نهر مرزبان، عرف العسكر أنهم يستطيعون السيطرة على القلعة من جميع الجهات. تم نشر 30 منجنيقًا وبدأت في هدم أسوار المدينة أثناء الحصار المملوكي عليها، واستمرت المنجنيقات في ضرب أسوار القلعة دون توقف لمدة شهر حتى ثقبت أسوار المدينة من جوانب عديدة. وحينها أمر الأمير سنجر الشجاعي، نائب دمشق، بصنع سلسلة وتشبيكها في هذه الثقوب. فصعدها الجنود في معركة ملحمية عظيمة، وقاتلوا بها بشدة. تم فتح القلعة يوم السبت الحادي عشر من رجب سنة 691 هجرية، الموافق 1292 م.
وكان ممن طلع إلى القلعة، سيف الدين أقجبا، أحد مماليك الأمير بدر الدين بكتاش الفخري، أمير سلاح، ولم يكن من أعيان مماليكه، بل كان فيه خدمة ولده صلاح الدين خليل. فتحيل وطلع إلى سور القلعة، وقاتل قتالا شديدا، ورجع ثم رجع، والسلطان ينظر إليه. فسأل عنه، فعرف به، فأرسل إليه خلعة، وأنعم عليه بالمال، ووعده بإقطاع، وأمر أستاذه الأمير بدر الدين، أن يذكره به، إذا عاد إلى حلب، فلم يفعل، ثم صار بعد ذلك، من جملة مقدمي الحلقة. وتأمّر بعد ذلك، في سنة 719 هجري بطبلخاناة، وتولى عمل الفيوم بالديار المصرية.

## ما بعد المعركة
وبعد دخول المماليك إلى القلعة، اقتحموا مقر بطريرك الأرمن استفانوس الرابع الذي كان يهاجم القوافل والقرى الإسلامية ويحمي المغول، وتم القبض عليه. يقول المؤرخ محمد كرد علي:
"وقد ذهب الملك الأشرف سنة 691 من الهجرة في عساكره المصرية وقصد قلعة الروم وهى على جانب الفرات يقيم بها خليفة الأرمن كيتاغيكوس، فأخذه ومن معه أسرى، ورم ما تخرب من هذه القلعة الحصينة."
واستمر حصار المماليك للقلعة 33 يومًا، وبعد فتحها أطلق عليها السلطان الأشرف خليل اسم قلعة المسلمين بدلًا من اسمها القديم قلعة الروم. وعرفت بهذا الاسم، وأمر السلطان خليل الأمير سنجر الشجاعي بإعادة بناء كل ما تهدم في القلعة.
ترك السلطان خليل الأمير سنجر الشجاعي في القلعة وعاد إلى دمشق مع الأسرى. وودع سكان دمشق السلطان المنتصر وهو في طريقه إلى القاهرة ليلاً بآلاف الشموع المضاءة. وعاد المماليك وعلى رأسهم السلطان الأشرف خليل، ودخل القاهرة ليلاً من باب النصر. ولما تم الفتح تم ارسال كتب بشائر النصر إلى الممالك/النيابات.
ووصل إلى الزرد خاناة السلطانية، من الأسرى ألف أسير ومائتا أسير. واستشهد في الفتح من الأمراء: الأمير شرف الدين بن الخطير، وشهاب الدين بن ركن الدين أمير جاندار.